# Chalcides minutus
Chalcides minutus és una espècie de sauròpsid (rèptil) de la família Scincidae que viu al nord d'Àfrica.

## Descripció
Espècie dels llangardaixos de tres dits, de morfologia semblant al Chalcides striatus i el Chalcides pseudostriatus, reconeguda recentment com a nova espècie (Caputo, 1993).

## Distribució
Es distribueix per algunes zones relativament humides del nord-est del Marroc, el terç més oriental del Rif, algunes localitats orientals de l'Atles mitjà i a les Muntanyes de Tlemcén a Algèria.
Ha estat localitzada a Melilla, al Río de Oro.